# 佩氏圓喉盤魚
佩氏圓喉盤魚（學名：Apletodon pellegrini）為輻鰭魚綱喉盤魚目喉盤魚科的其中一種，種名是為了紀念法國魚類學家雅克·佩萊格林（1873-1944），分布於東大西洋區，包括馬德拉群島、維德角群島、加那利群島等海域，本魚體型較短，頭部呈肥胖的三角形，尾部逐漸變細，體色從近白色、粉紅色到深栗色不等，皮膚上可能有深色或淺色的斑點，腹鰭經過進化形成吸盤，肛門周圍有乳突，嘴前部兩側的顎骨上都有大而圓的門齒，背鰭軟條5-6枚、臀鰭軟條5枚，體長可達5公分，屬底棲性魚類，棲息在潮間帶，休息時呈獨特的J形，尾部向頭部捲曲，常附著在海底扁平貝殼的內側，雌魚一年中不同時間在貝殼內產卵，並守護著貝殼和裡面透明的卵。

## 擴展閱讀
維基物種上的相關：佩氏圓喉盤魚